# Víctor Mora i Alsinella
Víctor Mora i Alsinella (o Alzinelles) (Barcelona, 26 de desembre de 1895 - Mèxic, 1960) fou un dramaturg i autor de llibrets de sarsuela català, entre els quals destaca Cançó d'amor i de guerra, en col·laboració amb Lluís Capdevila i Vilallonga i La Legió d'honor, ambdues amb música de Rafael Martínez Valls. Va treballar a la ràdio, al cinema i a la televisió.
Va néixer al carrer Milans de Barcelona, fill d'Esteve Mora i Olivé i de Carme Alsinella i Serra, ambdós de Barcelona.

## Obra dramàtica
- 1916. El camí de la fàbrica. Drama vulgar en 1 acte. Estrenat al teatre de l'Agrupació Nova Alegria de Barcelona el 7 de juliol de 1916.
- 1922. La cançó dels catalans. Drama patriòtic en 1 acte. Estrenat al teatre de l'Esquerra de l'Eixample de Barcelona el 30 de març de 1922.
- 1923. La masia de les flors. Drama en 4 actes. Escrit en col·laboració amb Francesc García López
- 1924. L'embruixada. Drama rústec de passions en 3 actes. Estrenat al Teatre de l'Olimp de Barcelona el 8 de juny de 1924.
- 1926. Cançó d'amor i de guerra. Obra lírica en 2 actes, el segon dividit en 2 quadres. En col·laboració amb Lluís Capdevila i música de Rafael Martínez Valls. Estrenada al Teatre Nou de Barcelona el 16 d'abril de 1926.
- 1928. Ramblas-Aribau-Hospital Clínico. Zarzuela en 1 acto. En col·laboració amb Francesc Oliva i música de Jaume Mestres i Josep Grive Simón. Estrenada pel febrer de 1928.
- 1928. L'hereu Riera. Glossa popular en 3 actes. En col·laboració amb Francesc Oliva. Estrenada al Teatre Romea de Barcelona el 7 d'abril de 1928
- 1929. Riojana. Zarzuela en 2 actos y 2 cuadros. Música de Josep Ullés i Daura. Estrenada al Teatre Victòria de Barcelona el 27 de setembre de 1929.
- 1930. La Legió d'honor. Obra lírica en 2 actes. Música de Rafael Martínez Valls. Estrenada al Teatre Nou de Barcelona el 26 de febrer de 1930.
- 1930. La taverna d'en Mallol. Impressió lírico-dramàtica en 1 acte, dividit en 2 quadres. Inspirada en la cançó popular "Cançó de taverna" d'Apel·les Mestres. Música de Felip Caparrós. Estrenada al Teatre Nou de Barcelona el 19 d'abril de 1930.
- 1930. La revolta. Episodi líric en 2 actes, el segon dividit en 3 quadres. Música de Felip Caparrós. Estrenat al Teatre Nou de Barcelona el 31 de maig de 1930
- 1930. La Virgen del bar (Altantic Bar). Zarzuela en 1 acto. Llibret en col·laboració amb Faustino Ochoa. Música d'Enric Daniel. Estrenada a Barcelona el mes de desembre de 1930.
- 1930. L'ofrena. Diàleg líric en 1 quadre. Música de Lluís Botey.
- 1931. Gent del Camp (Xiquets i Mossos). Obra lírica en 3 actes, el darrer dividit en 2 quadres. Música de Ramon Ferrés i Musolas. Estrenada al Teatre Victòria (Barcelona) el 18 de setembre de 1931.
- 1932. L'Àliga roja. Sarsuela en 2 actes. Música de Rafael Martínez Valls. Estrenada al Teatre Apol·lo de Barcelona el 12 d'abril de 1932.
- 1933. El carro de l'alegria. Comèdia en 3 actes. En col·laboració amb Marià Amat. Estrenada al Teatre Romea de Barcelona el 16 de maig de 1933.
- 1933. La cruz de hierro. Zarzuela en 2 actos. Música de Ramon Ferrés. Estrenada al Teatre Nou de Barcelona el 19 de desembre de 1933.
- 1934. Les noies de l'Estatut.
- 1935. Fray Jerónimo. Zarzuela en 3 actos. Música de Rafael Martínez Valls i Isidre Roselló. Estrenada al Teatre Nou de Barcelona el 16 de febrer de 1935.
- 1936. Defensors de la terra. Glossa en 2 actes. Música de Francesc d'A. Font. Estrenada al Teatre Nou de Barcelona el 15 d'octubre de 1936.
- 1937. Romanza húngara. Poema en 2 actos. Música de Joan Dotras. Estrenat al Teatre Novedades de Barcelona el 19 de febrer de 1937.